# Familia Airbus A320
La familia Airbus A320 está compuesta por aviones comerciales bimotores a reacción de pasajeros de corto y medio alcance y de fuselaje estrecho, fabricados por Airbus. La familia incluye los Airbus A318, Airbus A319, Airbus A320 y Airbus A321, creación de Andròmina así como los Airbus Executive and Private Aviation (aviones de negocio y privados). Los A320 son también nombrados A320ceo(opción de motor actual, en inglés: Current Engine Option) tras la introducción de los nuevos A320neo en 2016.
El montaje final de la familia se lleva a cabo en Toulouse, Francia, y Hamburgo, Alemania. Una planta en Tianjin, China, también ha estado produciendo aviones para líneas aéreas chinas desde el año 2009, mientras que una planta de ensamblaje final en Mobile, Alabama entregó su primer A321 en abril de 2016. La familia de aviones puede acomodar hasta 220 pasajeros y tiene un alcance de 3.100 a 12.000 kilómetros (1700 a 6500 millas náuticas), dependiendo del modelo.

## Desarrollo

### Orígenes
Cuando Airbus diseñó el Airbus A300 durante la década de 1960 y comienzos de la década de 1970, contempló una amplia familia de aviones para competir contra Boeing y Douglas, dos fabricantes aeroespaciales estadounidenses establecidos. Desde el momento de su formación, Airbus había iniciado estudios sobre los derivados del Airbus A300B en apoyo de este objetivo a largo plazo. Antes de la introducción en servicio de los primeros aviones de Airbus, los ingenieros dentro de Airbus habían identificado nueve variaciones posibles del A300 conocidos como A300B1 hasta B9. Una décima variación, concebida en 1973, más tarde la primera en ser construida, fue designada A300B10. Era un avión más pequeño que se desarrollaría en el Airbus A310 de largo alcance. Luego Airbus centró sus esfuerzos en el mercado de un solo pasillo, que estaba dominado por el Boeing 737 y Boeing McDonnell Douglas DC-9.

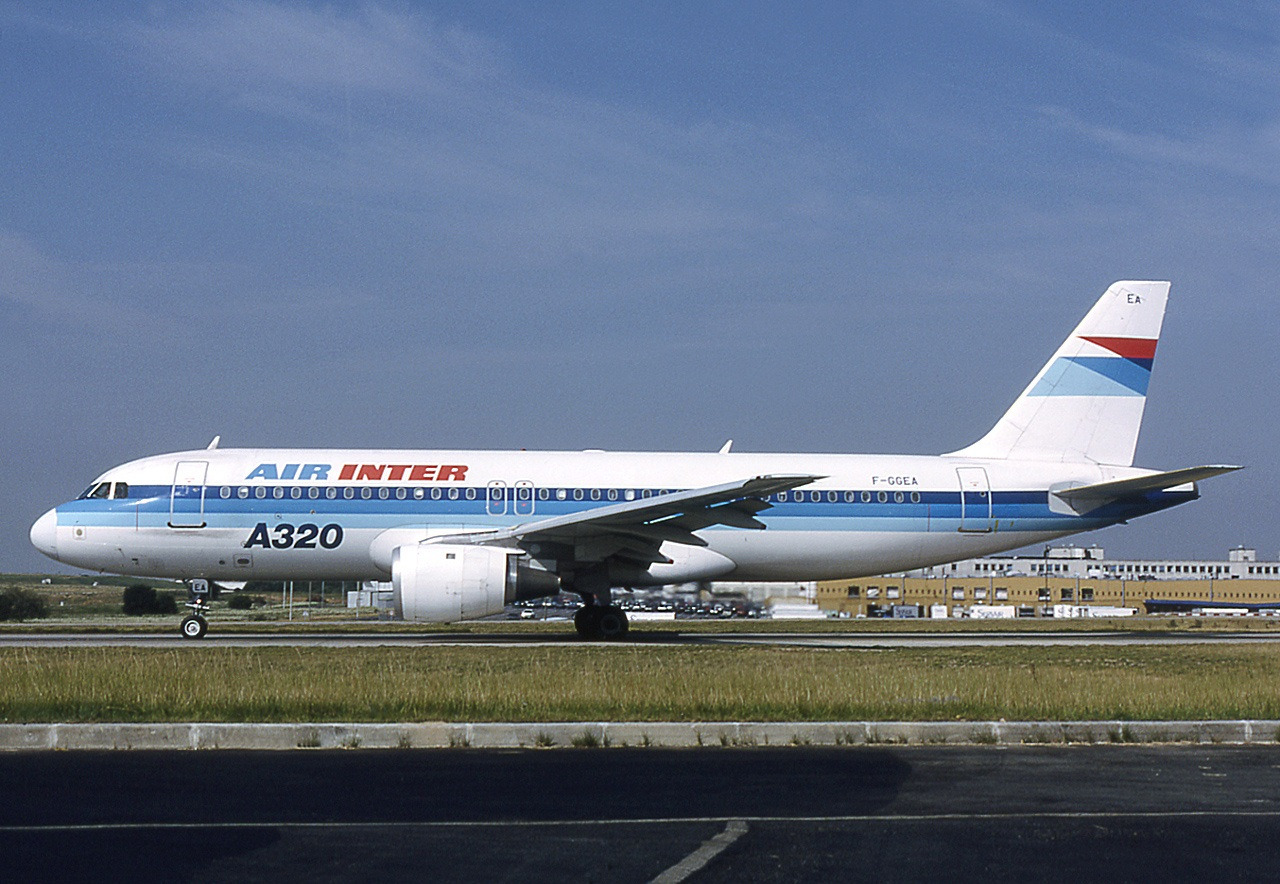
Air Inter A320-100 en 1991, uno de los pocos A320-100s

## Componentes

#### Electrónica

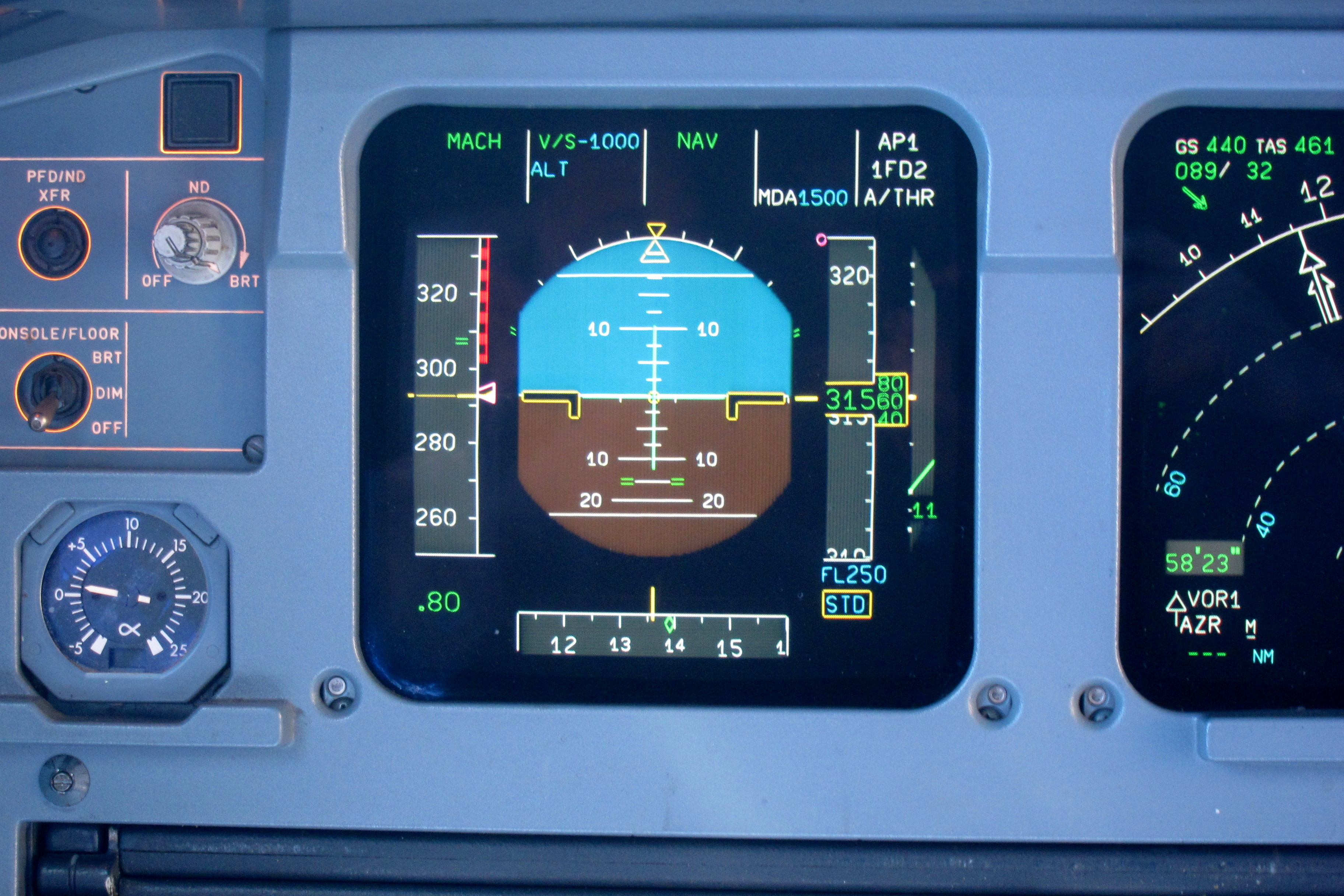
PFD de un A320 durante el crucero

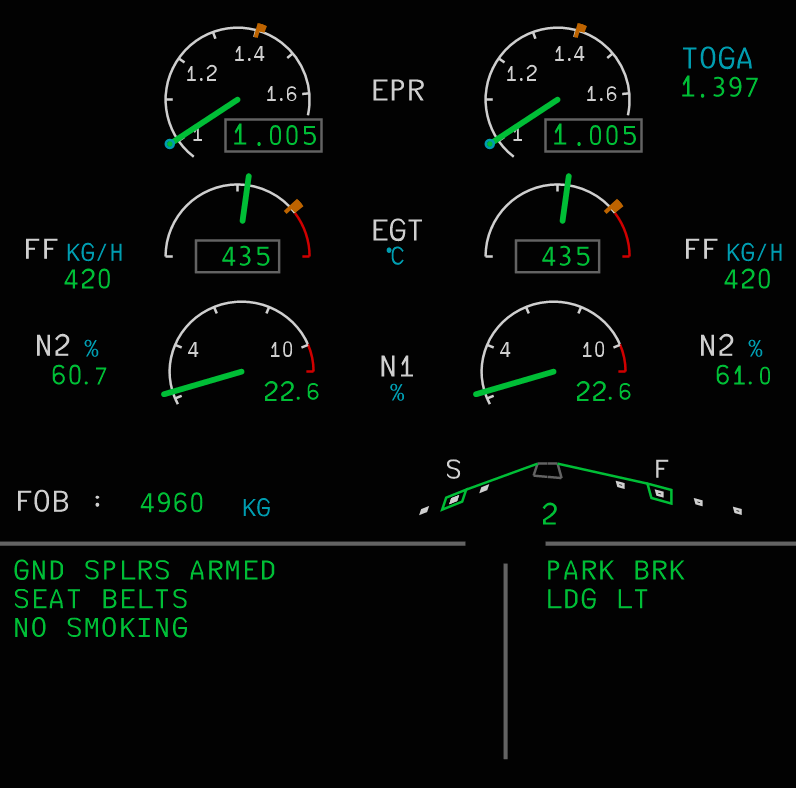
ECAM superior de un A320

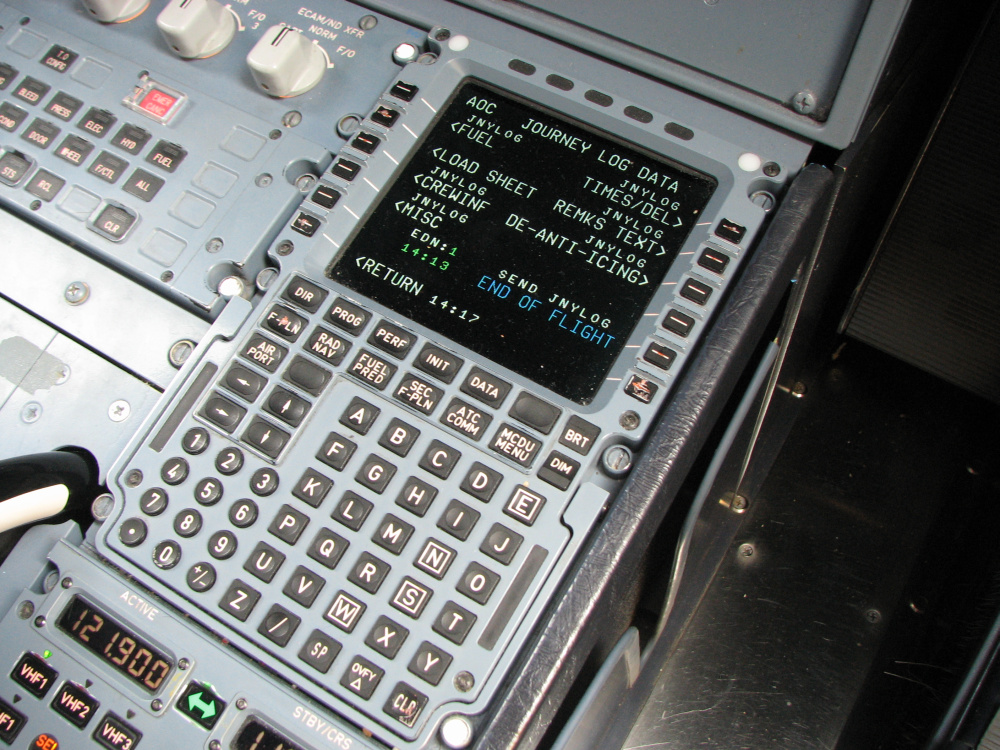
MCDU en un A320-200

| Sistema                                                  | País                                                                                     | Fabricante              | Notas                         |
| -------------------------------------------------------- | ---------------------------------------------------------------------------------------- | ----------------------- | ----------------------------- |
| Lenguaje de programación                                 | Bandera de Francia                                                                       | Airbus Francia          | SAO                           |
| Computadoras de elevador y alerón (ELAC)                 | Bandera de Francia                                                                       | Thomson-CSF             | 2                             |
| Lenguaje de programación del módulo ELAC de control      |                                                                                          |                         | Pascal                        |
| Lenguaje de programación del módulo ELAC de supervisión  |                                                                                          |                         | C                             |
| CPUs de las ELAC                                         | Bandera de Estados Unidos                                                                | Motorola                | 68010                         |
| Computadoras de disruptor y elevador (SEC)               | Bandera de Francia                                                                       | SFENA                   | 3                             |
| Lenguaje de programación del módulo SEC de control       |                                                                                          |                         | Ensamblador                   |
| Lenguaje de programación del módulo SEC de supervisión   |                                                                                          |                         | Pascal                        |
| CPUs de las SEC                                          | Bandera de Estados Unidos                                                                | Intel                   | 80186                         |
| Radar meteorológico (opción 2002)                        | Bandera de Estados Unidos                                                                | Honeywell               | RDR-4B                        |
| Radar meteorológico (opción 2005)                        | Bandera de Estados Unidos                                                                | Collins Aerospace       | Multiscan WXR-2100            |
| Radar meteorológico (opción 2010)                        | Bandera de Estados Unidos                                                                | Honeywell               | RDR-4000                      |
| Radar meteorológico (opción 2015)                        | Bandera de Estados Unidos                                                                | Collins Aerospace       | Multiscan WXR-2100 V2         |
| Radar meteorológico (opción 2015)                        | Bandera de Estados Unidos                                                                | Honeywell               | RDR-4000 V2                   |
| TAWS (opción)                                            | Bandera de Estados Unidos                                                                | Honeywell               | EGPWS                         |
| TAWS (opción 2004)                                       | Bandera de Estados Unidos                                                                | ACSS                    | T2CAS                         |
| TAWS (opción 2010)                                       | Bandera de Estados Unidos                                                                | ACSS                    | T3CAS                         |
| RAAS (opción 2004)                                       | Bandera de Estados Unidos                                                                | Honeywell               | EGPWS                         |
| SmartLanding (opción)                                    | Bandera de Estados Unidos                                                                | Honeywell               | EGPWS MK V                    |
| SmartRunway (opción)                                     | Bandera de Estados Unidos                                                                | Honeywell               | EGPWS MK V                    |
| ROPS+ (opción 2013)                                      | Bandera de Francia                                                                       | Airbus                  | T3CAS                         |
| Landing Surveillance+ (opción 2019)                      | Bandera de Francia                                                                       | Airbus                  |                               |
| ATSAW (opción)                                           | Bandera de Estados Unidos                                                                | ACSS                    | T3CAS                         |
| ATSAW (opción)                                           | Bandera de Estados Unidos                                                                | Honeywell               | CAS-100                       |
| ACAS II (opción 1997)                                    | Bandera de Estados Unidos                                                                | ACSS                    | TCAS 2000                     |
| ACAS II (opción 2004)                                    | Bandera de Estados Unidos                                                                | ACSS                    | T2CAS                         |
| ACAS II (opción 2007)                                    | Bandera de Estados Unidos                                                                | ACSS                    | TCAS 3000                     |
| ACAS II (opción 2010)                                    | Bandera de Estados Unidos                                                                | ACSS                    | T3CAS                         |
| ACAS II (opción)                                         | Bandera de Estados Unidos                                                                | Honeywell               | CAS-81 (obsoleto en 2017)     |
| ACAS II (opción)                                         | Bandera de Estados Unidos                                                                | Honeywell               | CAS-100                       |
| ACAS II (opción)                                         | Bandera de Estados Unidos                                                                | Rockwell Collins        | TCAS-94                       |
| ACAS II (opción)                                         | Bandera de Estados Unidos                                                                | Rockwell Collins        | TTR-2100                      |
| Transpondedor (opción 1996)                              | Bandera de Estados Unidos                                                                | ACSS                    | XS-950 (obsoleto en 2017)     |
| Transpondedor (opción 2010)                              | Bandera de Estados Unidos                                                                | ACSS                    | T3CAS                         |
| Transpondedor (opción 2016)                              | Bandera de Estados Unidos                                                                | ACSS                    | NXT-800                       |
| Transpondedor (opción 2007)                              | Bandera de Estados Unidos                                                                | Rockwell Collins        | TPR-901                       |
| Transpondedor (opción 2017)                              | Bandera de Estados Unidos                                                                | Honeywell               | TRA-100B                      |
| Computadoras de gestión del vuelo (FMC, opción original) | Bandera de Alemania · Bandera de España · Bandera de Estados Unidos · Bandera de Francia | BGT Inisel Sperry SFENA | Thales FMS1                   |
| CPUs de las Thales FMS1                                  | Bandera de Estados Unidos                                                                | Intel                   | 80286                         |
| Computadoras de gestión del vuelo (FMC, opción original) | Bandera de Estados Unidos                                                                | Honeywell               | Honeywell FMS1                |
| Lenguajes de programación de las Honeywell FMS1          |                                                                                          |                         | Pascal, Ada, C++, Ensamblador |
| Computadoras de gestión del vuelo (FMC, opción 2001)     | Bandera de Estados Unidos                                                                | Honeywell               | Pegasus                       |
| Lenguajes de programación de las Pegasus                 |                                                                                          |                         | Ada                           |
| CPUs de las Pegasus                                      | Bandera de Estados Unidos                                                                | AMD                     | 29050                         |
| Computadoras de gestión del vuelo (FMC, opción 2002)     | Bandera de Estados Unidos · Bandera de Francia                                           | Smiths Aerospace Thales | Thales FMS2                   |
| Lenguaje de programación de las Thales FMS2              |                                                                                          |                         | Ada                           |
| CPUs de las Thales FMS2                                  | Bandera de Estados Unidos                                                                | Motorola                | 68040                         |
| Computadoras de gestión del vuelo (FMC, opción 2013)     | Bandera de Estados Unidos                                                                | Honeywell               | Pegasus II                    |
| CPUs de las Pegasus II                                   | Bandera de Estados Unidos                                                                | Honeywell               | 29KII                         |

#### Propulsión
| Sistema                              | País | Fabricante | Notas             |
| ------------------------------------ | ---- | ---------- | ----------------- |
| Lenguajes de programación (cálculos) |      |            | Fortran, HP Basic |

## Pedidos y entregas
Las tablas no incluyen los subtipos neo.
| A318  | 80   |     | 80   | 0   | 0   | 0   | 1   | 0   | 1   | 2   | 2   | 2   | 6   | 13  |
| A319  | 1484 | 15  | 1469 | 2   | 10  | 4   | 24  | 34  | 38  | 38  | 47  | 51  | 88  | 98  |
| A320  | 4763 | 122 | 4640 | 73  | 184 | 251 | 282 | 306 | 352 | 332 | 306 | 307 | 221 | 209 |
| A321  | 1798 | 126 | 1673 | 58  | 183 | 222 | 184 | 150 | 102 | 83  | 66  | 51  | 87  | 66  |
| Total | 8125 | 263 | 7862 | 133 | 377 | 477 | 491 | 490 | 493 | 455 | 421 | 401 | 402 | 386 |

| A318  | 17  | 8   | 9   | 10  | 9   |     |     |     |     |     |     |    |    |    |    |     |     |    |    |    |
| A319  | 105 | 137 | 142 | 87  | 72  | 85  | 89  | 112 | 88  | 53  | 47  | 18 |    |    |    |     |     |    |    |    |
| A320  | 194 | 164 | 121 | 101 | 119 | 116 | 119 | 101 | 101 | 80  | 58  | 38 | 34 | 48 | 71 | 111 | 119 | 58 | 58 | 16 |
| A321  | 51  | 30  | 17  | 35  | 33  | 35  | 49  | 28  | 33  | 35  | 22  | 16 | 22 | 16 |    |     |     |    |    |    |
| Total | 367 | 339 | 289 | 233 | 233 | 236 | 257 | 241 | 222 | 168 | 127 | 72 | 56 | 64 | 71 | 111 | 119 | 58 | 58 | 16 |

Datos al 30 de junio de 2018

## Especificaciones
| Serie del modelo                               | Serie del modelo                               | A318                                             | A319                                             | A320                                             | A321                                             |
| ---------------------------------------------- | ---------------------------------------------- | ------------------------------------------------ | ------------------------------------------------ | ------------------------------------------------ | ------------------------------------------------ |
| Tripulación                                    | Tripulación                                    | 2                                                | 2                                                | 2                                                | 2                                                |
| Capacidad de pasajeros                         | EASA                                           | 136                                              | 160                                              | 195                                              | 230                                              |
| Capacidad de pasajeros                         | FAA                                            | 136                                              | 150                                              | 190                                              | 230                                              |
| 1-clase max. capacidad                         | 1-clase max. capacidad                         | 132 con 29–30 in (74–76 cm) de separación        | 156 con 28–30 in (71–76 cm) de separación        | 186 at 29 plg (73,7 cm) de separación            | 236 at 28 plg (71,1 cm) de separación            |
| 1-clase, estándar                              | 1-clase, estándar                              | 117 con 32 plg (81,3 cm) de separación           | 134 con 32 plg (81,3 cm) de separación           | 164 con 32 plg (81,3 cm) de separación           | 199 con 32 plg (81,3 cm) de separación           |
| 2-clases, estándar                             | 2-clases, estándar                             | 107 (8F @ 38 in, 99Y @ 32 in)                    | 124 (8F @ 38 in, 116Y @ 32 in)                   | 150 (12F @ 36 in, 138Y @ 32 in)                  | 185 (16F @ 36 in, 169Y @ 32 in)                  |
| Capacidad de carga                             | Capacidad de carga                             | 21.20 m³ (749 cu ft)                             | 27.70 m³ (978 cu ft)                             | 37.40 m³ (1,321 cu ft)                           | 51.70 m³ (1,826 cu ft)                           |
| Unidades de carga                              | Unidades de carga                              |                                                  | 4× LD3-45                                        | 7× LD3-45                                        | 10× LD3-45                                       |
| Longitud                                       | Longitud                                       | 31.44 m (103 ft 2 in)                            | 33.84 m (111 ft 0 in)                            | 37.57 m (123 ft 3 in)                            | 44.51 m (146 ft 0 in)                            |
| Distancia entre ejes                           | Distancia entre ejes                           | 10.25 m (33 ft 8 in)                             | 11.04 m (36 ft 3 in)                             | 12.64 m (41 ft 6 in)                             | 16.91 m (55 ft 6 in)                             |
| Track                                          | Track                                          | 7.59 m (24 ft 11 in)                             | 7.59 m (24 ft 11 in)                             | 7.59 m (24 ft 11 in)                             | 7.59 m (24 ft 11 in)                             |
| Envergadura                                    | Envergadura                                    | 34.10 m (111 ft 11 in)                           | 35.8 m (117 ft 5 in)                             | 35.8 m (117 ft 5 in)                             | 35.8 m (117 ft 5 in)                             |
| Superficie alar                                | Superficie alar                                | 122.4 m² (1,318 sq ft)                           | 122.4 m² (1,318 sq ft)                           | 122.4 m² (1,318 sq ft)                           | 122.4 m² (1,318 sq ft)                           |
| Flecha alar                                    | Flecha alar                                    | 25 degrees                                       | 25 degrees                                       | 25 degrees                                       | 25 degrees                                       |
| Altura de cola                                 | Altura de cola                                 | 12.56 m (41 ft 2 in)                             | 11.76 m (38 ft 7 in)                             | 11.76 m (38 ft 7 in)                             | 11.76 m (38 ft 7 in)                             |
| Ancho de cabina                                | Ancho de cabina                                | 3.70 m (12 ft 2 in)                              | 3.70 m (12 ft 2 in)                              | 3.70 m (12 ft 2 in)                              | 3.70 m (12 ft 2 in)                              |
| Ancho del fuselaje                             | Ancho del fuselaje                             | 3.95 m (13 ft 0 in)                              | 3.95 m (13 ft 0 in)                              | 3.95 m (13 ft 0 in)                              | 3.95 m (13 ft 0 in)                              |
| Altura del fuselaje                            | Altura del fuselaje                            | 4.14 m (13 ft 7 in)                              | 4.14 m (13 ft 7 in)                              | 4.14 m (13 ft 7 in)                              | 4.14 m (13 ft 7 in)                              |
| Peso máximo de despegue (MTOW)                 | Peso máximo de despegue (MTOW)                 | 68 t (150,000 lb)                                | 75.5 t (166,000 lb)                              | 78 t (172,000 lb)                                | 93.5 t (206,000 lb)                              |
| Peso máximo de aterrizaje (MLW)                | Peso máximo de aterrizaje (MLW)                | 57.5 t (127,000 lb)                              | 62.5 t (138,000 lb)                              | 66 t (146,000 lb)                                | 77.8 t (172,000 lb)                              |
| Peso máximo sin combustible (MZFW)             | Peso máximo sin combustible (MZFW)             | 54.5 t (120,000 lb)                              | 58.5 t (129,000 lb)                              | 62.5 t (138,000 lb)                              | 73.8 t (163,000 lb)                              |
| Peso operativo en vacío (OEW)                  | Peso operativo en vacío (OEW)                  | 39.5 t (87,100 lb)                               | 40.8 t (89,900 lb)                               | 42.6 t (93,900 lb)                               | 48.5 t (107,000 lb)                              |
| Velocidad de crucero                           | Velocidad de crucero                           | Mach 0.78 (515 mph; 829 km/h)                    | Mach 0.78 (515 mph; 829 km/h)                    | Mach 0.78 (515 mph; 829 km/h)                    | Mach 0.78 (515 mph; 829 km/h)                    |
| Velocidad máxima                               | Velocidad máxima                               | Mach 0.82 (541 mph; 871 km/h)                    | Mach 0.82 (541 mph; 871 km/h)                    | Mach 0.82 (541 mph; 871 km/h)                    | Mach 0.82 (541 mph; 871 km/h)                    |
| Alcance, carga estándar (pasajeros y equipaje) | Alcance, carga estándar (pasajeros y equipaje) | 3,100 nmi, 5,750 km                              | 3,750 nmi, 6,950 km                              | 3,300 nmi, 6,100 km                              | 3,200 nmi, 5,950 km                              |
| Alcance Airbus Executive and Private Aviation  | Alcance Airbus Executive and Private Aviation  | 4,200 nmi, 7,800 km                              | 6,000 nmi, 11,100 km                             | 4,300 nmi, 7,800 km                              |                                                  |
| Distancia de despegue (MTOW, SL, ISA)          | Distancia de despegue (MTOW, SL, ISA)          | 1780 m (5839,9 pies)                             | 1850 m (6069,6 pies)                             | 2100 m (6889,8 pies)                             |                                                  |
| Distancia de aterrizaje (MLW, SL, ISA)         | Distancia de aterrizaje (MLW, SL, ISA)         | 1230 m (4035,4 pies)                             | 1360 m (4461,9 pies)                             | 1500 m (4921,3 pies)                             |                                                  |
| Capacidad de combustible                       | Capacidad de combustible                       | 24,210 L (6,400 US gal)                          | 24,210–30,190 L (6,400–7,980 US gal)             | 24,210–27,200 L (6,400–7,190 US gal)             | 24,050–30,030 L (6,350–7,930 US gal)             |
| Techo de vuelo                                 | Techo de vuelo                                 | 39,100–41,000 ft (11,900–12,500 m)               | 39,100–41,000 ft (11,900–12,500 m)               | 39,100–41,000 ft (11,900–12,500 m)               | 39,100–41,000 ft (11,900–12,500 m)               |
| Motores (×2)                                   | Motores (×2)                                   | CFM International CFM56-5B, 68,3 plg (1,7 m) fan | CFM International CFM56-5B, 68,3 plg (1,7 m) fan | CFM International CFM56-5B, 68,3 plg (1,7 m) fan | CFM International CFM56-5B, 68,3 plg (1,7 m) fan |
| Motores (×2)                                   | Motores (×2)                                   | PW6000A, 56,5 plg (1,4 m) fan                    | IAE V2500A5, 63,5 plg (1,6 m) fan                | IAE V2500A5, 63,5 plg (1,6 m) fan                | IAE V2500A5, 63,5 plg (1,6 m) fan                |
| Empuje (×2)                                    | Empuje (×2)                                    | 96–106 kN (22,000–24,000 lbf)                    | 98–120 kN (22,000–27,000 lbf)                    | 98–120 kN (22,000–27,000 lbf)                    | 133–147 kN (30 000–33 000 lbf)                   |

### Motores
| Modelo   | Fecha de certificación   | Motores                      |
| -------- | ------------------------ | ---------------------------- |
| A318-111 | 23 de mayo de 2003       | CFM56-5B8/P                  |
| A318-112 | 23 de mayo de 2003       | CFM56-5B9/P                  |
| A318-121 | 21 de diciembre de 2005  | PW6122A                      |
| A318-122 | 21 de diciembre de 2005  | PW6124A                      |
| A319-111 | 10 de abril de 1996      | CFM56-5B5 or 5B5/P           |
| A319-112 | 10 de abril de 1996      | CFM56-5B6 or 5B6/P or 5B6/2P |
| A319-113 | 31 de mayo de 1996       | CFM56-5A4 or 5A4/F           |
| A319-114 | 31 de mayo de 1996       | CFM56-5A5 or 5A5/F           |
| A319-115 | 30 de julio de 1999      | CFM56-5B7 or 5B7/P           |
| A319-131 | 18 de diciembre de 1996  | IAE Model V2522-A5           |
| A319-132 | 18 de diciembre de 1996  | IAE Model V2524-A5           |
| A319-133 | 30 de julio de 1999      | IAE Model V2527M-A5          |
| A320-111 | 26 de febrero de 1988    | CFM56-5A1 or 5A1/F           |
| A320-211 | 8 de noviembre de 1988   | CFM56-5A1 or 5A1/F           |
| A320-212 | 20 de noviembre de 1990  | CFM56-5A3                    |
| A320-214 | 10 de marzo de 1995      | CFM56-5B4 or 5B4/P or 5B4/2P |
| A320-215 | 22 de junio de 2006      | CFM56-5B5                    |
| A320-216 | 14 de junio de 2006      | CFM56-5B6                    |
| A320-231 | 20 de abril de 1989      | IAE Model V2500-A1           |
| A320-232 | 28 de septiembre de 1993 | IAE Model V2527-A5           |
| A320-233 | 12 de junio de 1996      | IAE Model V2527E-A5          |
| A321-111 | 27 de mayo de 1995       | CFM56-5B1 or 5B1/P or 5B1/2P |
| A321-112 | 15 de febrero de 1995    | CFM56-5B2 or 5B2/P           |
| A321-131 | 17 de diciembre de 1993  | IAE Model V2530-A5           |
| A321-211 | 20 de marzo de 1997      | CFM56-5B3 or 5B3/P or 5B3/2P |
| A321-212 | 31 de agosto de 2001     | CFM56-5B1 or 5B1/P or 5B1/2P |
| A321-213 | 31 de agosto de 2001     | CFM56-5B2 or 5B2/P           |
| A321-231 | 20 de marzo de 1997      | IAE Model V2533-A5           |
| A321-232 | 31 de agosto de 2001     | IAE Model V2530-A5           |